# Puán (município)
Puán é um partido (município) da província de Buenos Aires, na Argentina. Possuía, de acordo com estimativa de 2019, 15.137 habitantes.